# Ru de la Ménagerie
Le ru de la Ménagerie est un cours d'eau de Seine-et-Marne, principal affluent du Réveillon. Sa longueur est de 10,99 km.

## Géographie

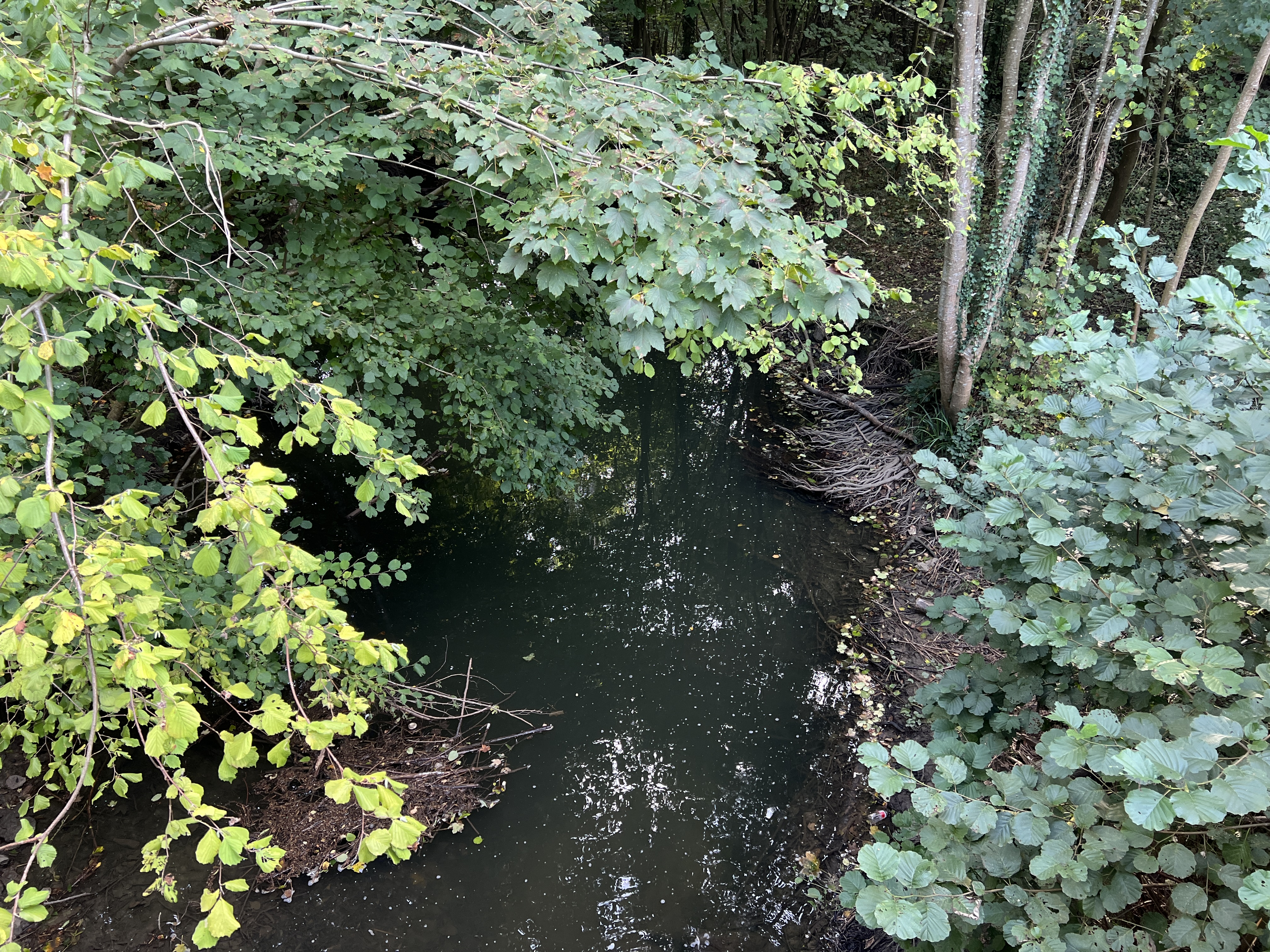
Le ru à Lésigny.

Le ru prend sa source à Favières, puis fixe la limite communale entre Lésigny et Férolles-Attilly avant de se jeter dans le Réveillon au niveau de la commune de Férolles-Attilly. Sa confluence s'effectue au niveau de l'ancienne abbaye d'Hyvernau, actuel hôtel du golf du Réveillon.
Ce cours d'eau fut souvent affecté par la pollution, principalement en raison de rejets effectués dans la zone industrielle d'Ozoir qui se trouve à proximité de la source. Le problème de rejets des zones pavillonnaires fut réglé dans les années 1970 avec l'installation de petites stations d'épuration.
Deux étangs furent aménagés sur le cours du ru de la Ménagerie à Lésigny dans les années 1980. Ils permettent la pratique de la pêche.

## Affluent
Le ru de la Ménagerie n'a pas d'affluent référencé.
Donc son rang de Strahler est de un.